# Sigourney
Pour les articles homonymes, voir Sigourney (homonymie).
La ville de Sigourney (en anglais [ˈsɪɡərni]) est le siège du comté de Keokuk, dans l’État de l’Iowa, aux États-Unis. Sa population s’élevait à 2 059 habitants lors du recensement de 2010, estimée à 1 987 habitants en 2016.

## Histoire
La localité a été nommée en hommage à la poétesse Lydia Sigourney.

## Source
- (en) Cet article est partiellement ou en totalité issu de l’article de Wikipédia en anglais intitulé « Sigourney, Iowa » (voir la liste des auteurs).